# Cora Berliner
Cora Berliner (Hannover, 23 januari 1890 – waarschijnlijk in Maly Trostenets, 1942) was een Duitse econoom en sociaal wetenschapper. Zij werd vanwege haar Joodse achtergrond vermoord door het naziregime.

## Levensloop
Berliner was het vijfde het jongste kind van de Joodse economiedocent Manfred Berliner en Hanna Dessau. Zij studeerde wiskunde, politicologie en sociale wetenschappen aan universiteiten in Berlijn en Heidelberg. In 1916 promoveerde zij op een proefschrift met als titel De organisatie van de Joodse jeugd in Duitsland. Een bijdrage aan de systematiek van jeugdzorg en jeugdbeweging.
Namens de Deutsche Demokratische Partei werd Berliner in 1919 gekozen in de gemeenteraad van Schöneberg. Tot dan toe had ze als ambtenaar voor de gemeente gewerkt, maar daar stopte ze op dat moment mee. Vervolgens werkte Berliner voor het rijksministerie van Economische Zaken (in het Duits: Reichswirtschaftsministerium). Zij was de eerste vrouw die daar werkte. Van 1910 tot 1924 was zij tevens afdelingshoofd en later directeur en voorzitter van de Vereniging van Joodse Jeugdverenigingen. Berliner werkte van 1927 tot 1930 op de economische afdeling  van de Duitse ambassade in Londen. Vanaf 1930 doceerde ze aan het Instituut voor Beroepsonderwijs in Berlijn.
Na de machtsovername door de nazi's in 1933 werd Berliner ontslagen uit overheidsdienst. Samen met Hannah Karminski was zij betrokken bij de oprichting van een Joods opleidingsinstituut voor kinderwerkers en verpleegsters, omdat Joden bij reguliere opleidingen niet meer welkom waren. Na de Kristallnacht gingen alle Joodse organisaties gedwongen op in de Reichsvereinigung der Juden in Deutschland. Berliner vond werk bij deze koepelorganisatie en stond aan het hoofd van de afdeling emigratie en was plaatsvervangend lid van de vrouwenvereniging. In de zomer van 1939 reisde zij naar Zweden om de Joodse leiders aldaar bij te staan in de onderhandelingen met de Zweedse regering voor meer visa voor Joodse vluchtelingen. Na het verloop van haar visum op 25 juli keerde zij terug naar Duitsland.
Berliner werd op 26 juni 1942 samen met andere medewerkers van de Reichsvereinigung op transport gezet naar Minsk. Over haar verdere lot is weinig bekend. Er zijn aanwijzingen dat zij werd vermoord in het concentratiekamp Maly Trostenets.

## Postuum
In het stadsdeel Berlin-Mitte is een straag naar Berliner vernoemd. In Hannover draagt een voetpad in de buurt van het herdenkingsmonument voor de Joden van die stad haar naam.